# Темпл Сити (Калифорнија)
Темпл Сити (енгл. Temple City) град је у америчкој савезној држави Калифорнија. По попису становништва из 2010. у њему је живело 35.558 становника.

## Демографија
Према попису становништва из 2010. у граду је живело 35.558 становника, што је 2.181 (6,5%) становника више него 2000. године.
| Група             | 2000.          | 2010.          |
| Белци             | 12.589 (37,7%) | 8.095 (22,8%)  |
| Афроамериканци    | 307 (0,9%)     | 283 (0,8%)     |
| Азијати           | 12.980 (38,9%) | 19.803 (55,7%) |
| Хиспаноамериканци | 6.836 (20,5%)  | 6.853 (19,3%)  |
| Укупно            | 33.377         | 35.558         |